# James Naanman Daman
James Naanman Daman OSA (* 10. April 1956 in Kwa, Nigeria; † 12. Januar 2015) war ein nigerianischer Ordensgeistlicher und römisch-katholischer Bischof von Shendam.

## Leben
James Naanman Daman trat der Ordensgemeinschaft der Augustiner bei und Papst Johannes Paul II. weihte ihn am 14. Februar 1982 zum Priester. 
Der Papst ernannte ihn am 5. Dezember 2000 zum Bischof von Jalingo. Der Apostolische Nuntius in Nigeria, Erzbischof Osvaldo Padilla, spendete ihm am 24. Februar des nächsten Jahres die Bischofsweihe; Mitkonsekratoren waren Ignatius Ayau Kaigama, Erzbischof von Jos, und Christopher Shaman Abba, Bischof von Yola.
Am 2. Juni 2007 wurde er durch Papst Benedikt XVI. zum Bischof von Shendam ernannt.